# سوق أم درمان

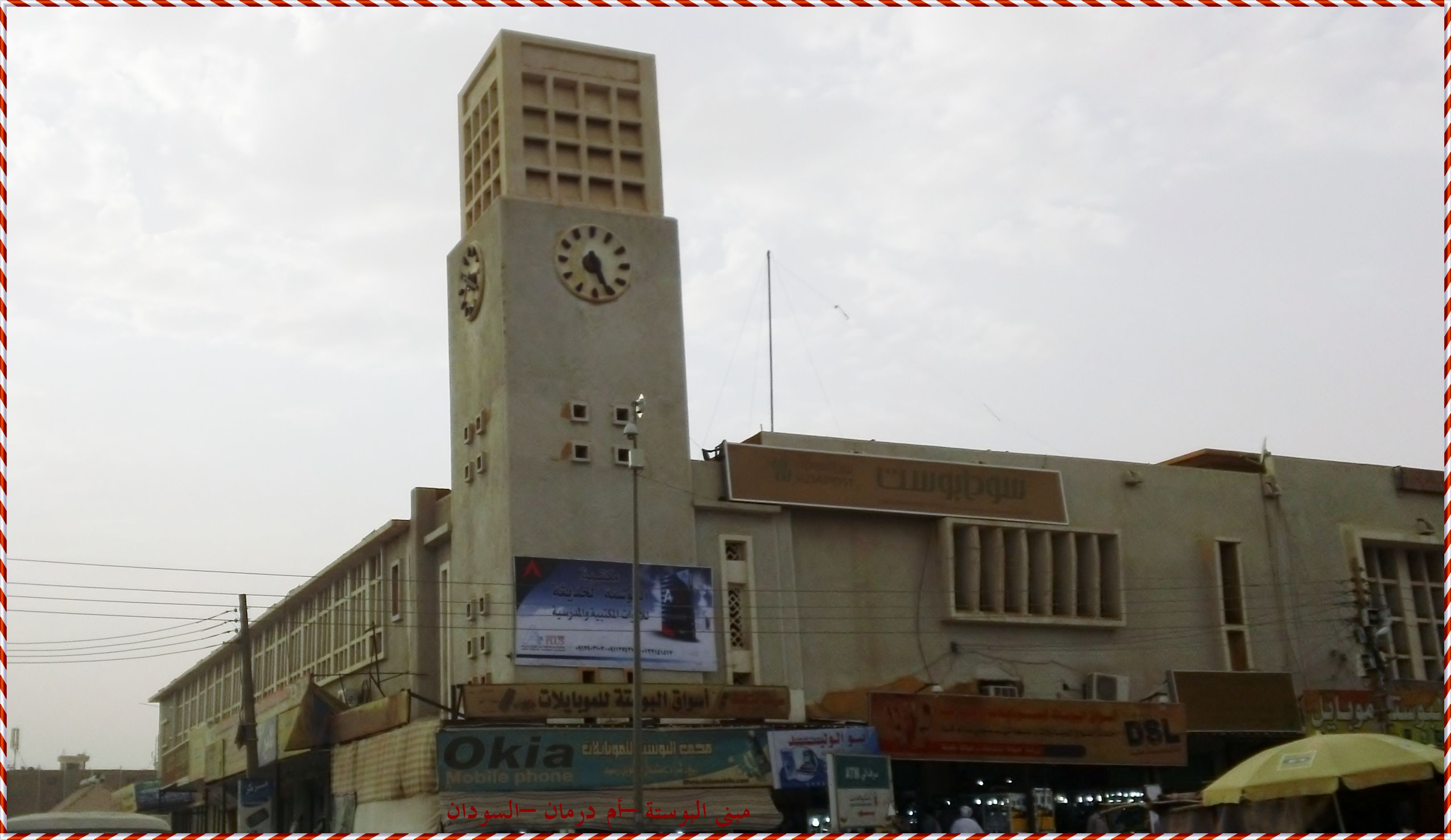
سوق أم درمان - مبنى البريد والبرق

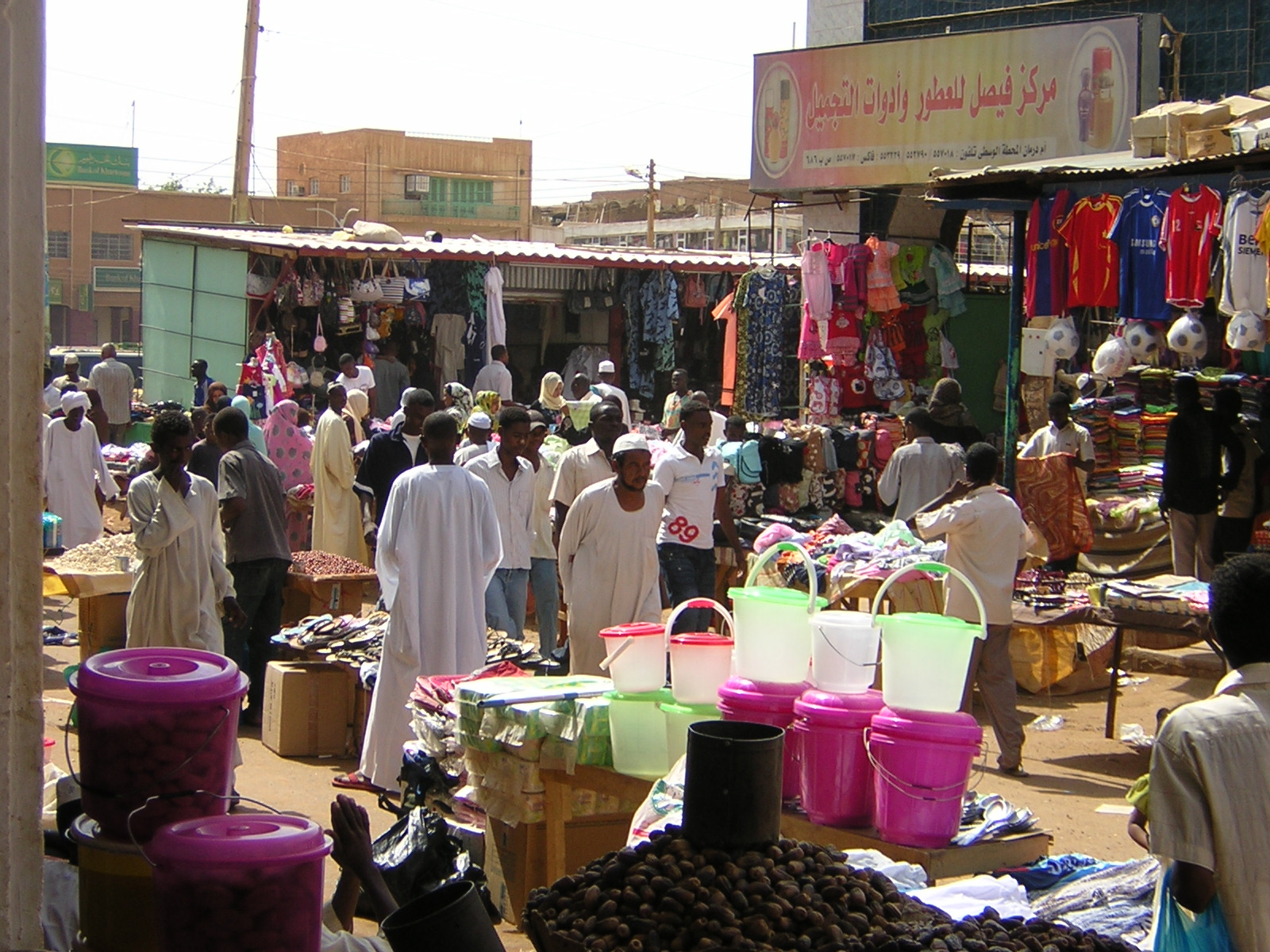
سوق أم درمان

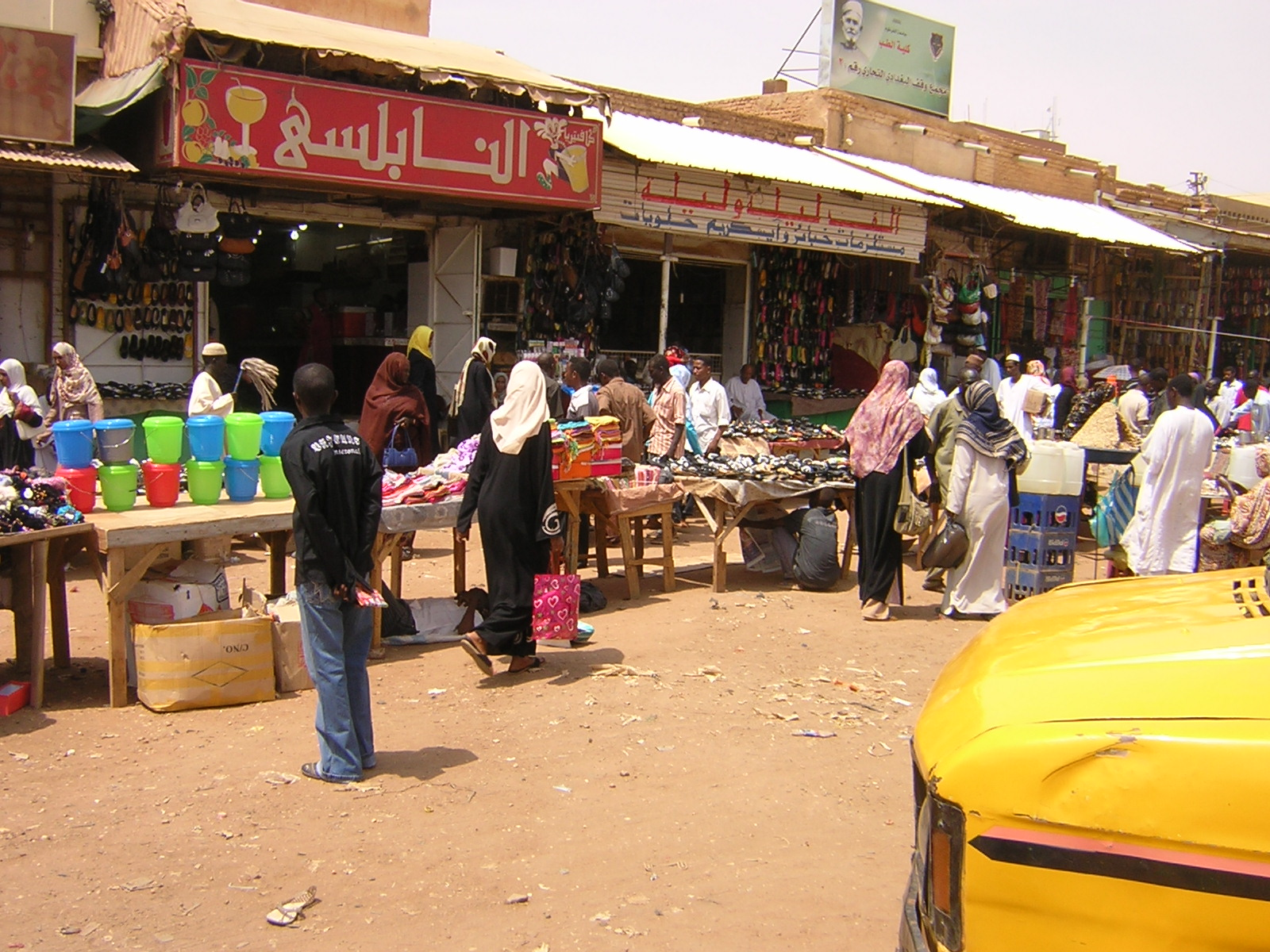
سوق أم درمان

سوق أم درمان سوق سوداني يقع في ولاية الخرطوم مدينة أم درمان وهو سوق عريق وقديم في أم درمان بل من أقدم وأعرق الأسواق في السودان 

## الموقع
يحد السوق من الناحية الجنوبية مبنى البوستة
ومن الناحية الشمالية حي المسالمة    
وشارع كرري شرقا وشارع الشنقيطي غربا، 

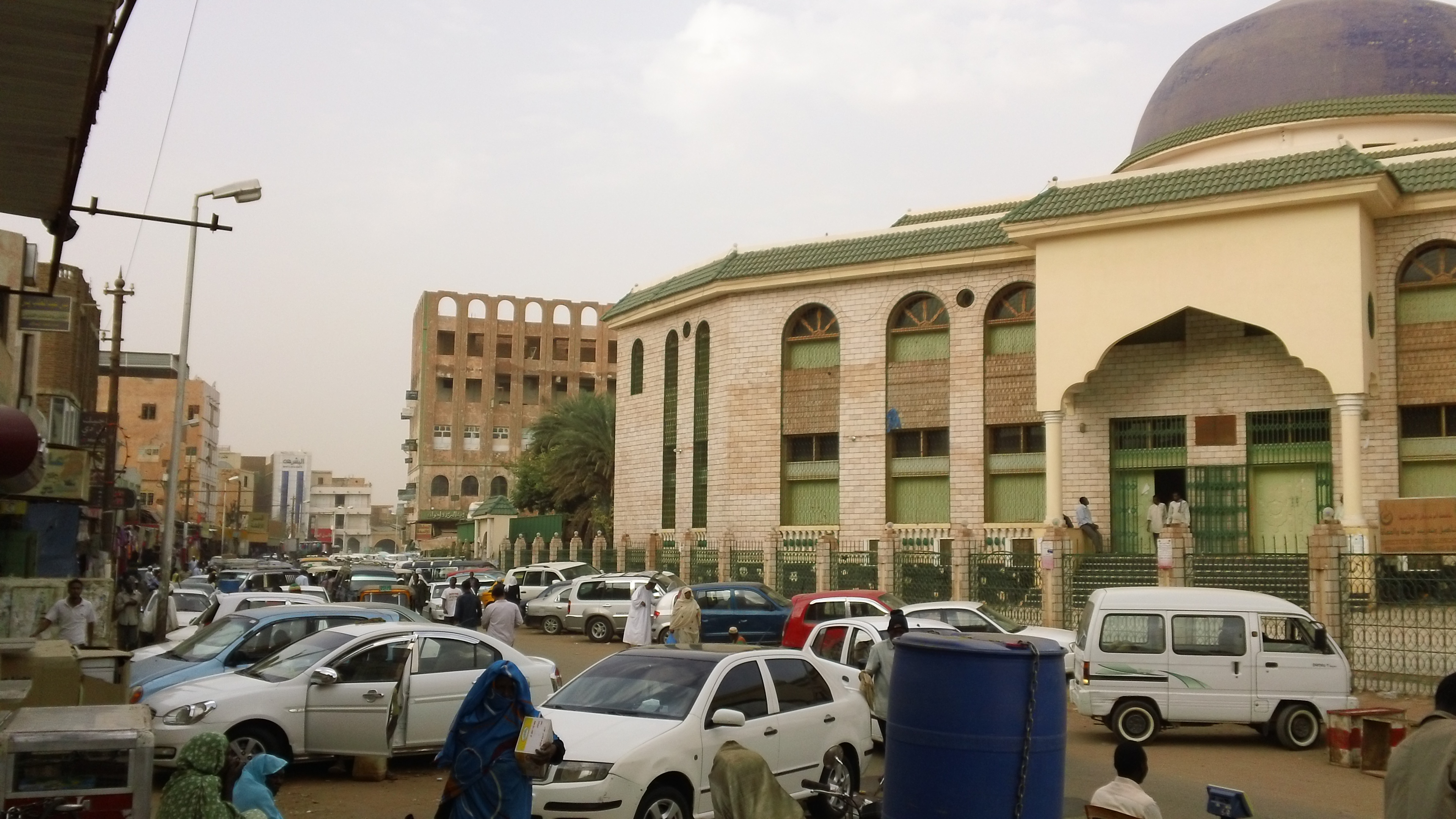
سوق أم درمان - الجامع الكبير

## نبذة تاريخية
تاريخه يعود إلى حوالي قرنين، هو نموذج مصغر لمدينة أم درمان التاريخية، التي تعتبر العاصمة القومية للسودان، التي تعيش بها الأعراق والديانات المختلفة، اليهودية والمسيحية والإسلامية والبوذية. ففي هذا السوق الكبير كانت محلات التجار الهنود تجاور محلات الأقباط، الذين جاؤوا من صعيد مصر ويتخصصون في المنسوجات والمفروشات، تجاور محلات اليمنيين أو «اليمانية»، الذين يشتهرون بتخصصهم في مجال البقالات، ولا يزال موقع محل العدني (نسبة لمدينة عدن عاصمة جنوب اليمن قبل الوحدة) شهيرا ودليلا للأجانب والسياح رغم زواله عن الوجود. كما هناك شارع يعرف بسوق اليهود، الذي ما زال يحمل اسمه رغم مغادرة أصحابه للبلاد في السبعينات.

## أهميته
وبانتشار السوبرماركت العملاقة والعصرية والمحلات الضخمة والمولات في أنحاء العاصمة الخرطوم، ما زال سوق أم درمان من الأماكن التي يكثر السياح زيارتها بمدينة أم درمان، وظل محتفظا بماضيه القديم في صناعة المنتجات المحلية وشكل عرض السلع والمحلات القديمة، والباعة يقومون بعملهم في خدمة الزبائن بالجلابيب السودانية التقليدية.

## داخل سوق أم درمان

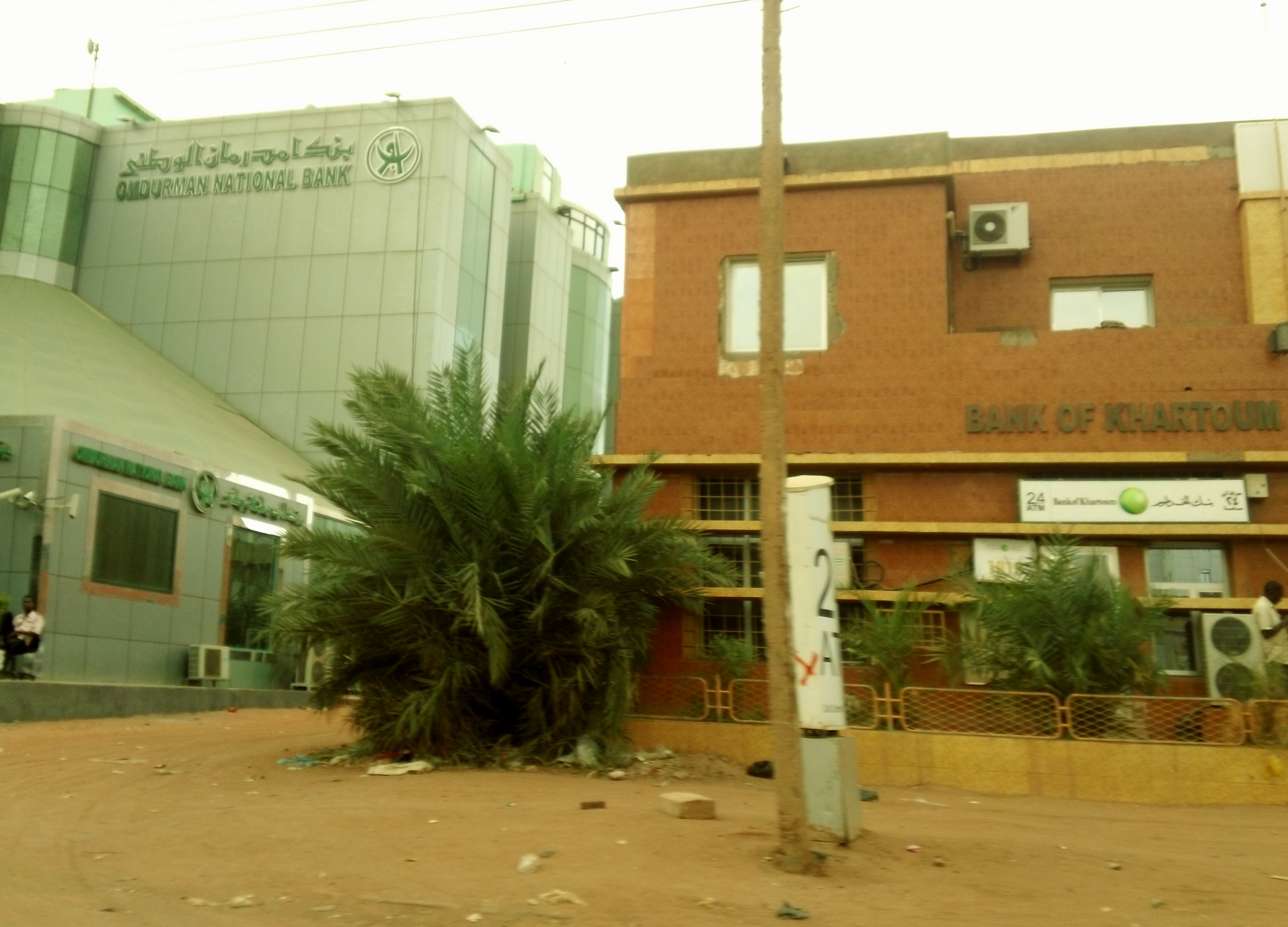
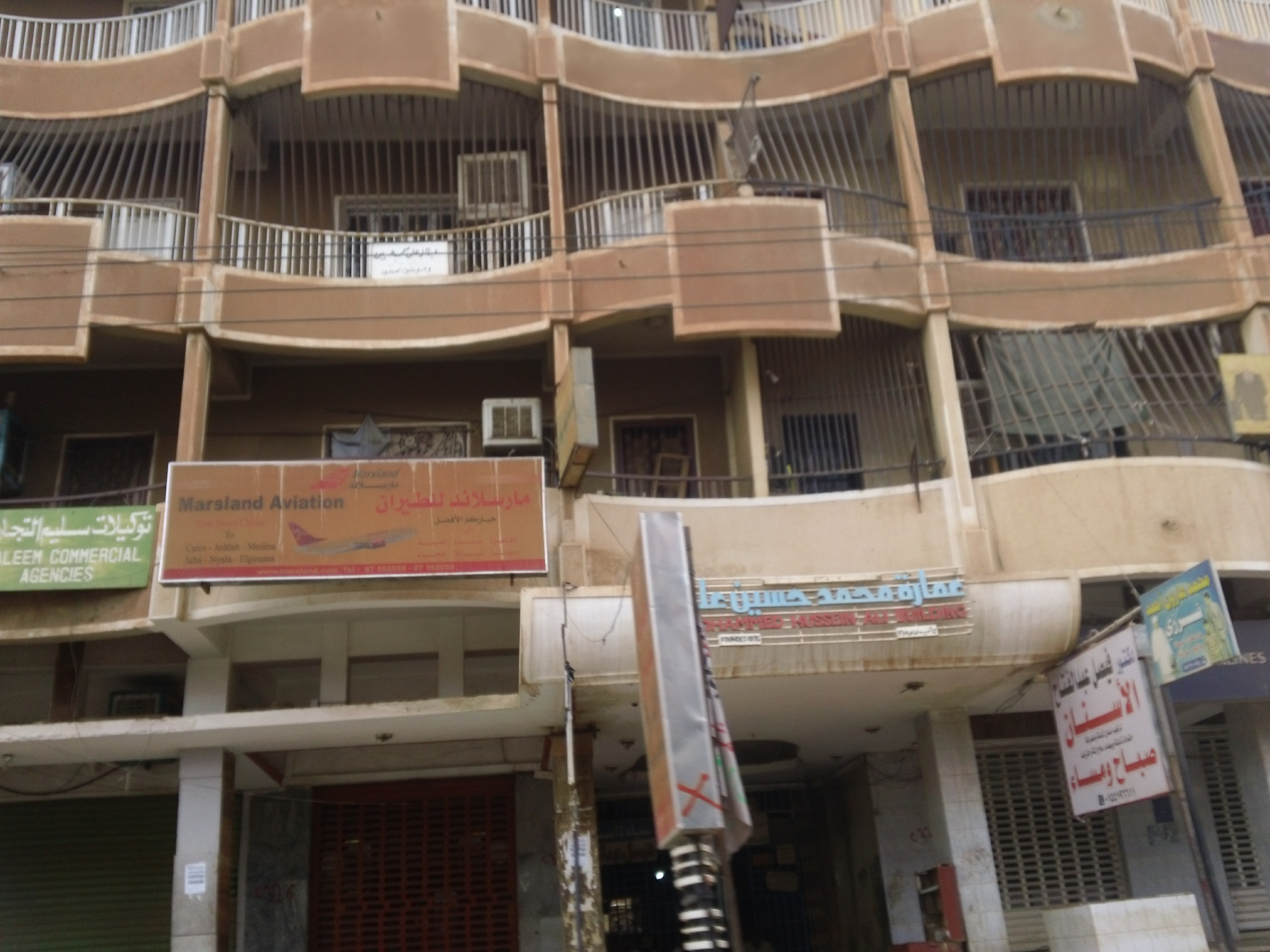
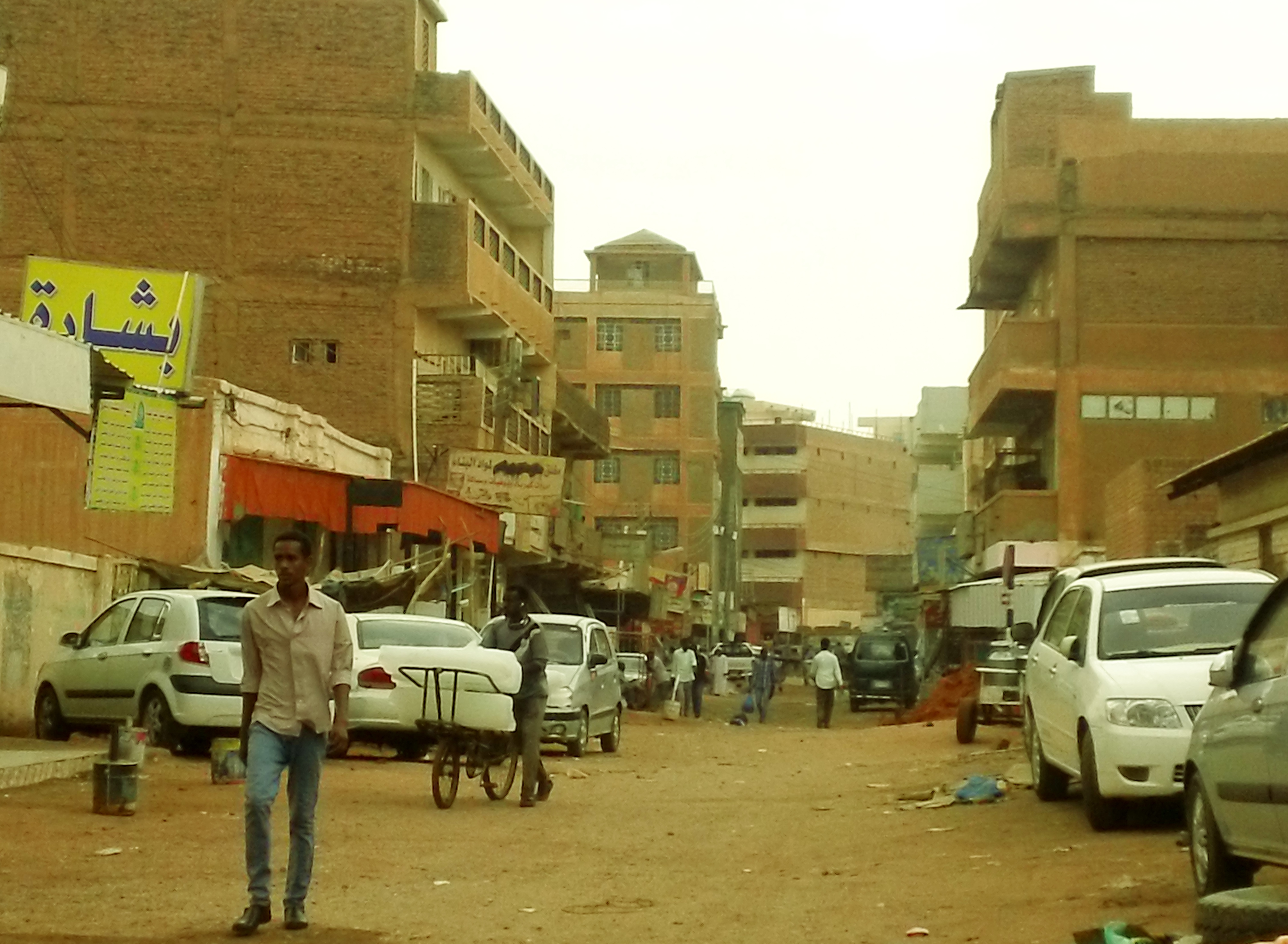

### سوق المويه
- وهنالك تفسيرات كثيره لهذا الاسم كلها خاطئة، البعض يقول انه كان يباع فيه الماء قديماً. فالماء ليس بالسلعة التي توضع في الرفوف. وفي أم درمان قديما كان هنالك بئر أو بضع آبار في كل حى. أما الأماكن القريبه من النهر فكان السقا يأتى بالماء بالخرج على ظهر الحمار.
- الصحيح الذي أطلق على المنطقة سوق المويه هو اللواء حمد النيل ضيف الله وبعض أصدقائه، اللذين تعودوا الجلوس في مقهى جورج مشرقى الذي كان يواجه مدخل سينما برمبل لصاحبها قديس عبد السيد. فعندما تضايق جورج مشرقى من اللذين يجلسون في المقهى ويصفقون وعندما يأتى الجرسون يكتفون بالقول بالعامية السودانية: بالله جيب لى مويه، قال الحكاية ايه نحنا بنبيع مويه انتو فاكرين شنو دى قهوه مش سوق مويه. فضحك اللواء حمد النيل وقال له فاكرينه ده سوق مويه. وصار البعض يمزح مع جورج مشرقى ويقول له اها الليله سوق المويه كيف. وعرفت المنطقة بسوق المويه.

قهوه مهدى حامد ان المبنى الذي يقع شرق المقهى كان قد انهار. ولسنين عديده كان المقهى أكبر مقهى في أم درمان يسع أكثر من الف شخص من الجالسين والواقفين في فراغ المبنى المنهار. لدرجه ان يحى الجرسون كان يستخدم الصينية الصغيره في ضرب البعض على رأسهم عندما يطول جلوسهم بدون ان يطلبوا شيئا. ويقوم بطردهم. وهو يعلم ان أبو عطيبه بقامته الفارهه يقف مراقباً ولا يجرؤ أحد على الاعتراض. فابو حطيبه كان فتوة المقهى. وعلى عكس اغلب فتوات أم درمان كان يعتمد على الكريز.
بين مكوار كان أشهر صانع باسطه في كل السودان. وكانت عربته تقف امام مقهى مهدى حامد. وكثيرا ما كان الناس يطلبون الباسطه أو الكنافة ويجلسون لتناول كوب من الشاى بالحليب في المقهى. وقطعه الباسطه والكنافة كانت بقرش. اما في مقهى جورج مشرقى فكانت بقرشين.

### مبنى البريد والبرق
يبدأ سوق أم درمان جنوبا بمبنى البوستة أو البريد، الذي شيد إبان الاستعمار الإنجليزي، والذي يسور مبناه الضخم، باعة الكتب والمجلات قديمها وحديثها، يفرشونها على الأرض أو يعرضونها في محلات قد لا تتجاوز مساحة بعضها المترين، ويحوي السوق مئات الكتب المختلفة المتخصصة والعامة، ويعتبر هذا السوق قبلة لباحثي الثقافة القديمة، التي لم يدرج محتواها بعد أو يفرّغ على شبكة الإنترنت، وقد يحالفك الحظ وتجد الطبعات الأولى من الكتب القديمة للعقاد وطه حسين ومارون عبود، والروايات الغربية، التي أصبح يستغني عنها أصحابها ببيعها بأثمان زهيدة، نظرا للضائقة الاقتصادية أو لرؤية الجيل القديم أن الجيل الحديث قد لا تعني له شيئا هذه الكتب، ثم الكتب الدينية على الواجهة الشمالية للمبنى تشاركها السبح وسجادات الصلاة، وعلى الجانب الآخر يقف الحلاقون في محلاتهم في الهواء الطلق مع زبائنهم الغارقين في قراءة المجلات أو متابعة حركة السوق، بينما أيادي الحلاقين تجري على رؤوسهم.
وبسيرنا شمالا تطل علينا من الجانبين محلات الأغذية والإنارة والكهرباء والأحذية، التي ترص على الحائط حتى علو ثلاثة أمتار، بحيث يرتفع نظرك حتى تقع عيناك على حذاء ملائم، وتشير إليه بعد عناء وينزله لك البائع بمهارة بعصا طويلة.

### الباعة المتجولين
أما الباعة المتجولون فيرصون بضاعتهم المختلفة من ملابس وأدوات مطبخ وأحذية، التي تغلب عليها علامة «صنع في الصين» وبأسعار زهيدة، يعرضونها على الأرض ويتغنون بصوت عال يصاحبه التصفيق، حيث يكوّنون فرقا غنائية لها فنان وكورس في تنسيق تام وأحيانا يصاحبها الطبل مما يجعل المارة لا شعوريا يتجهون نحو هذا الطرب، وحين يجهدون بعد ساعات طويلة يجلسون ويفتحون جهاز تسجيل بالقرب منهم، ليحل محلهم في دعوة المارة، ويقولون بالعامية السودانية («هذه البضاعة جابوها بالطيارة وباعوها بالخسارة») أي هؤلاء التجار، وبالطبع ليس هناك تاجر شاطر يبيع بالخسارة، ولكنها حيل الباعة التي يصدقها الكثيرون فيشترون بشعور حصولهم على غنيمة و«أي حاجة بسبعة ونص» أو «ما تمشي البيت وتقول يا ريت»، وغيرها من العبارات المسجوعة.

### بائعات الشاي والقهوة
تنتشر بائعات الشاي والقهوة في كل ركن بالسوق، يضعن المواقد إلى جانبهن وحولها مقاعد قصيرة، بينما لا يزال القهوجي يأخذ حيزا من المشهد، فهو متمسك بتقاليده بحمل الصينية الدائرية وعليها الفناجين البيضاء والدلات المعدنية الصغيرة، التي لا تزيد سعتها عن فنجانين، ويأخذ في بيع «الجبنة» أي القهوة باللهجة العامية، يدور بها على الدكاكين والمارة، أما الوجبات فتحصل عليها من المطاعم الشعبية المنتشرة، وتعتمد على الكسرة والعصيدة والملاح والفول، ويتم حملها لأصحاب المحلات عند مواعيد الوجبات يضعونها على الأرض ويجتمعون حول الصحن الكبير ويدعون زبائنهم المارين بكرم أصيل ليشاركوهم تناول الوجبة.

### محلات الذهب والصياغ
نمضي شمالا متوغلين في السوق، ونصل محلات بيع الذهب، التي تنتشر على الجانبين، وبها ما لا يحصي من المعروضات المزينة بالأنوار البراقة، وتكاد تكون هذه المحلات الوحيدة، التي طالتها يد التحديث من إنارة وسيراميك وأجهزة تكييف وطرق عرض جذابة.

### محلات الملابس
وبعدها تبدأ محلات بيع الألبسة، التي ترص وتعلق على شماعات يلعب الهواء ببعضها، الباعة الصغار المتجولون يحيطونك بما خف حمله ورخص ثمنه من المنتجات يرفعونها أمام وجهك ويلاحقونك ولا ييأسون أبدا مهما زجرتهم وينزلون بأسعار بضاعتهم حتى أقل من النصف، وفي كل مرة يتبعها القسم المغلظ أن هذا أقل من سعرها! ونصل بعد ذلك إلى محلات بيع الجملة وأكثرها محلات بيع لمستحضرات التجميل للماركات العالمية الشهيرة، التي تباع بأسعار مناسبة وقد تجد تقليدا متقنا لها مما يصنع بالصين، وكذلك العطور التقليدية التي تستخدمها المرأة السودانية كالصندل والفلير دمور، وبقربها سوق الحلي الذهبية المقلدة «الهندية»، التي احتلت مساحات كبيرة والتي لاقت رواجا كبيرا عند النساء اللواتي يرغبن في شراء الحلي الذهبية، التي تشابه الذهب الأصلي ليتباهين بها في المناسبات، وبعض البائعات المصريات يعرضن حلي واكسسوارات على «طبالي أو طربيزات» كبيرة، وفجأة تتوقف سيارة بوكس أو «البيك آب» وعليها البضاعة من الملابس المختلفة ويقف فوقها البائع ويحمل ميكرفونا يدعو الزبائن ألا يفوّتوا الفرصة، فيتجمع المارة حول البوكس كل يبحث عن مبتغاه.
يزداد الازدحام وتبطئ الحركة كلما تحركنا شمالا، وفي مواسم الأعياد تكاد ترى بحرا من الناس بأمواج متلاطمة صاخبة، بحيث لا تجد لك موضع قدم، فالسوق قبلة لسكان أم درمان تزاحمهم الركشات الصغيرة و (عربات الكارو) التي تجرها الخيول والسيارات،

### الخضر والفاكهة والتوابل
ونصل بعدها إلى سوق الخضر والفاكهة والتوابل الحريفة، التي يسبقها العطس من المارة تعرض على أوان معدنية صدئة مكوّمة على شكل جبال صغيرة.

### الجزر والجزارات
لا يمكن ان يتكلم الانسان عن سوق أم درمان بدون ذكر الزنك والجزر. ومن الجزارين حسن حسين حامد (أبو كيس)، الشيخ محمد علي، فتح الله محمد عثمان، وحامد بشير أحمد (الجبار) وشيخ الجزارين قديما كان بابكر الكلس، الذي كان من ضخامته لايتحرك الا بسيارة شحن صغيرة تبدو مائلة في جهة اليسار حتي عندما لايكون جالسا عليها لان عجلة القيادة بالعامية (الدركسون) وقتها كان في اليمين. والجزارون كانوا ضخام الجسم والا لما استطاعوا ان يذبحوا الثيران لان ذبح الثيران كان يحتاج لقوة وبأس. ومن أشهر الجزارين كان: متوكل، (باك) المريخ وكان يقف كالطود بقامته الفارعة خلف طربيزته وهي الاخيرة في الصف الأول. وكان يقاربه طولا ود ام زميم.

### عمارة أبومرين
ومن بعدها لنهاية السوق حيث (عمارة أبومرين)، وهي أشهر موقع بالسوق فهي أول عمارة بنيت هناك يعود تاريخها لأربعينات القرن الماضي، ويستقر بها بعض أبناء عائلة أبومرين، الذين اشتهروا بتجارة كل مستلزمات الأعراس، كالحنة والبخور والصبغة والمباخر والإكسسوارات الذهبية أو «ذهب الجمل»، التي ترتديها العروس في صبحيتها وأيضا ما يخص العريس من حلّى.
وبشرق المبني نجد سوق الدباغة، التي تدلنا رائحته عليه قبل سؤالنا عنه، حيث تجمع مئات من جلود الخراف وتتم دباغتها بحرفية وخبرة طويلة، ومن بعد توزع للتصنيع.
كما يقع شرقها سوق الاواني المنزلية والتي تعد من أكبر الاسواق المتخصصه والاقل سعراً.
بينما غرب المبنى نجد سوق «العناقريب» أي «الأسرة ـ جمع سرير» وتصنع العناقريب من جذوع الأشجار الضخمة وتربط أضلاعها بالحبال، وهذه الصناعة على وشك التلاشي، ولا يستخدم «العنقريب» الخشبي الآن إلا في الأعراس، حيث يجلس عليه العروسان في طقس «الجرتق»، أو يوضع عليها الموتى لنقلهم إلى المقابر

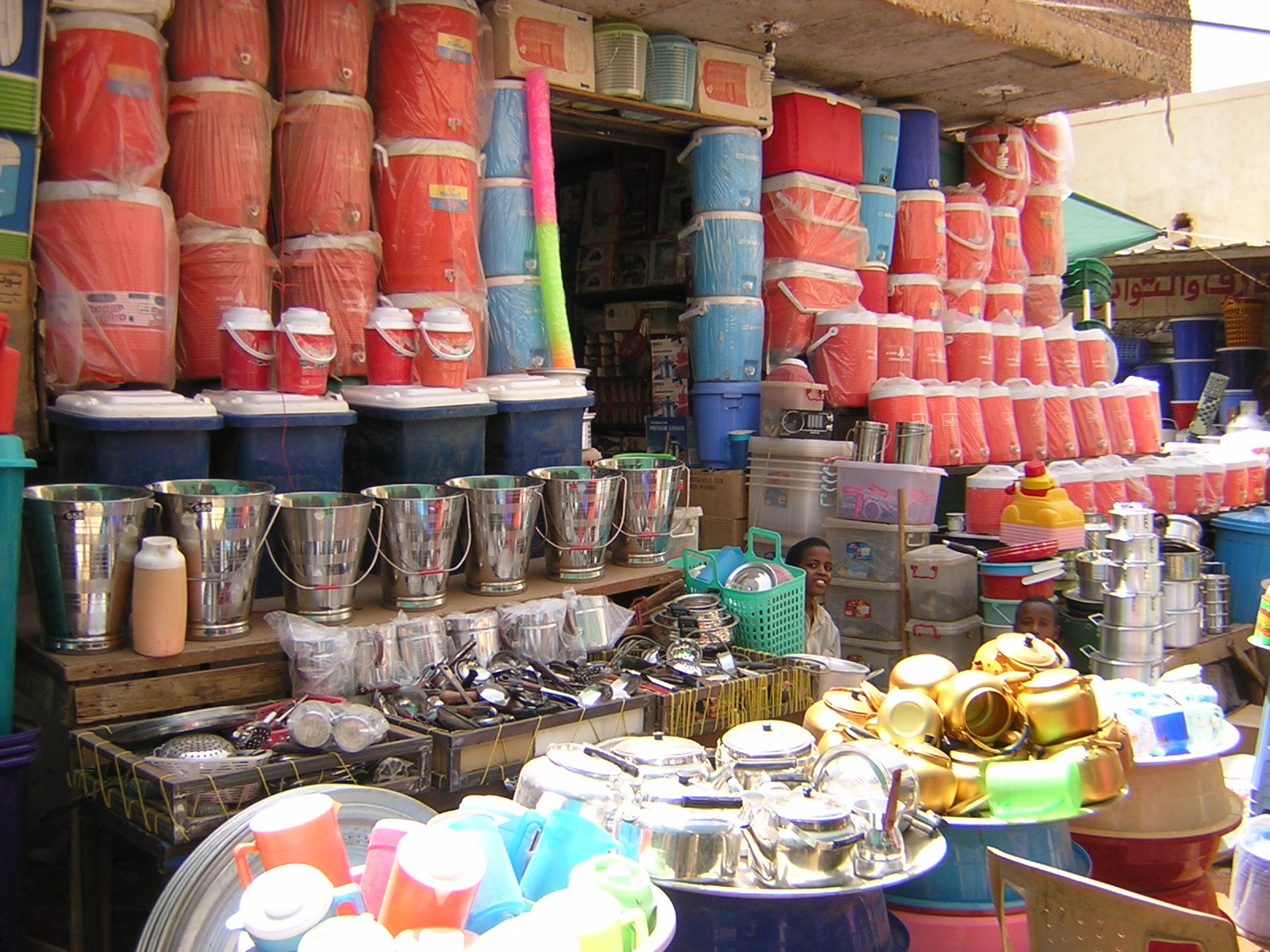
سوق ام درمان- الاواني المنزلية

#### حريق السوق
في الساعة الثالثة من فجر السبت الموافق 1/12/2018 شب حريق هائل بالسوق فتسبب بخسائر فادحة للتجار وقضى الحريق على أكثر من 350 دكان وقد قدرت الخسائر المبدئية بحولي 850 مليارًا.

### محلات الحرفيين القديمة
في (زقاق) آخر كما تلقب الشوارع الضيقة، هناك سوق الحرفيين القديم الذي يتوارث أصحابه مهارات التصنيع أبا عن جد، يبدو هادئا منزويا من صخب السوق، هناك لا تسمع إلا هديرا واهنا لماكينات الخياطة قديمة الطراز، يجلس الحرفيون مستغرقون في صناعة الأحذية والأحزمة والحقائب الجلدية المصنوعة من جلد التماسيح والثعابين الكبيرة وجلد التيوس، وآخرون يعملون في صناعة المنحوتات الخشبية والحلي والأواني الفضية.
وسوق الحرفيين يهدده الانقراض بسبب تغير الأذواق التي باتت تفضل الأحذية الإيطالية والسورية التي تملأ السوق والأواني الفضية والخزفية صارت تستجلب من الصين بأبخس الأثمان، وكذلك بسبب القوانين المشددة في صيد التماسيح والثعابين التي يتهددها الانقراض. ولكن الحرفيين يقاومون تغيرات الزمن بإصرار، بأن يقوموا بتصنيع الأحذية من جلود الأبقار ويضعون عليها نقاطا سوداء ليصبح شكلها مشابها لجلد النمر، فهذه «المراكيب» أو الأحذية بما يعرف بجلد النمر ما زال يقبل على ارتدائها كبار التجار، عموما قامت منظمات عديدة في محاولة حفظ هذا التراث المهني العريق ولتدريب مواهب جديدة تسير على نهج الأقدمين، فهو يشكل جزءا مهما من التراث الفني السوداني، الذي تشكل منتجاته رافدا للمحلات الكبيرة وفنادق الخمسة نجوم بالعاصمة وسوقا رائجة هدفها الأول السياح.

## معرض صور

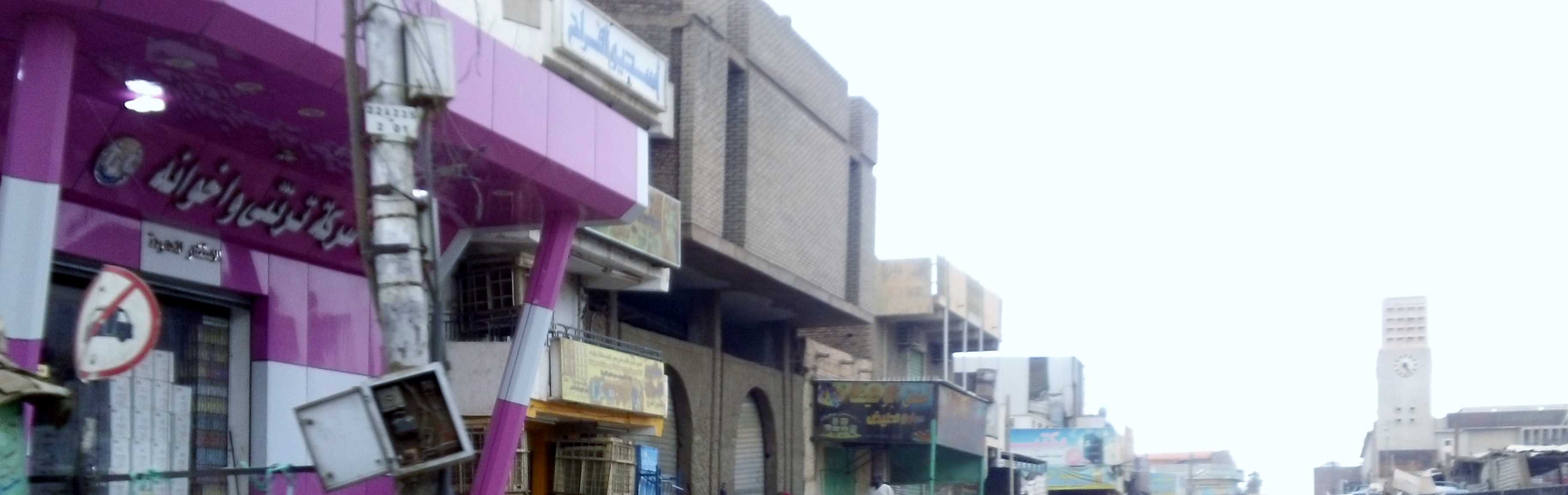
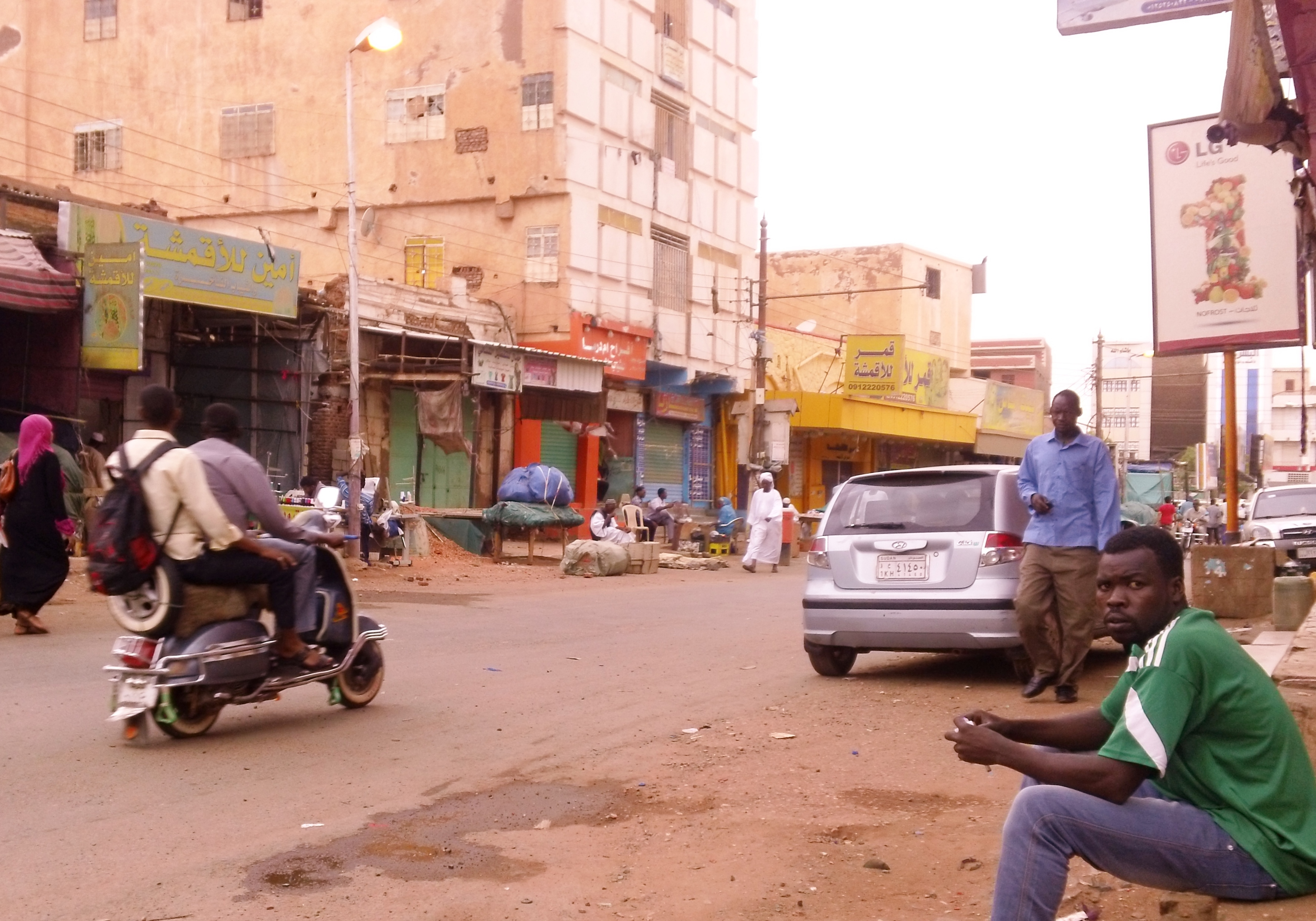
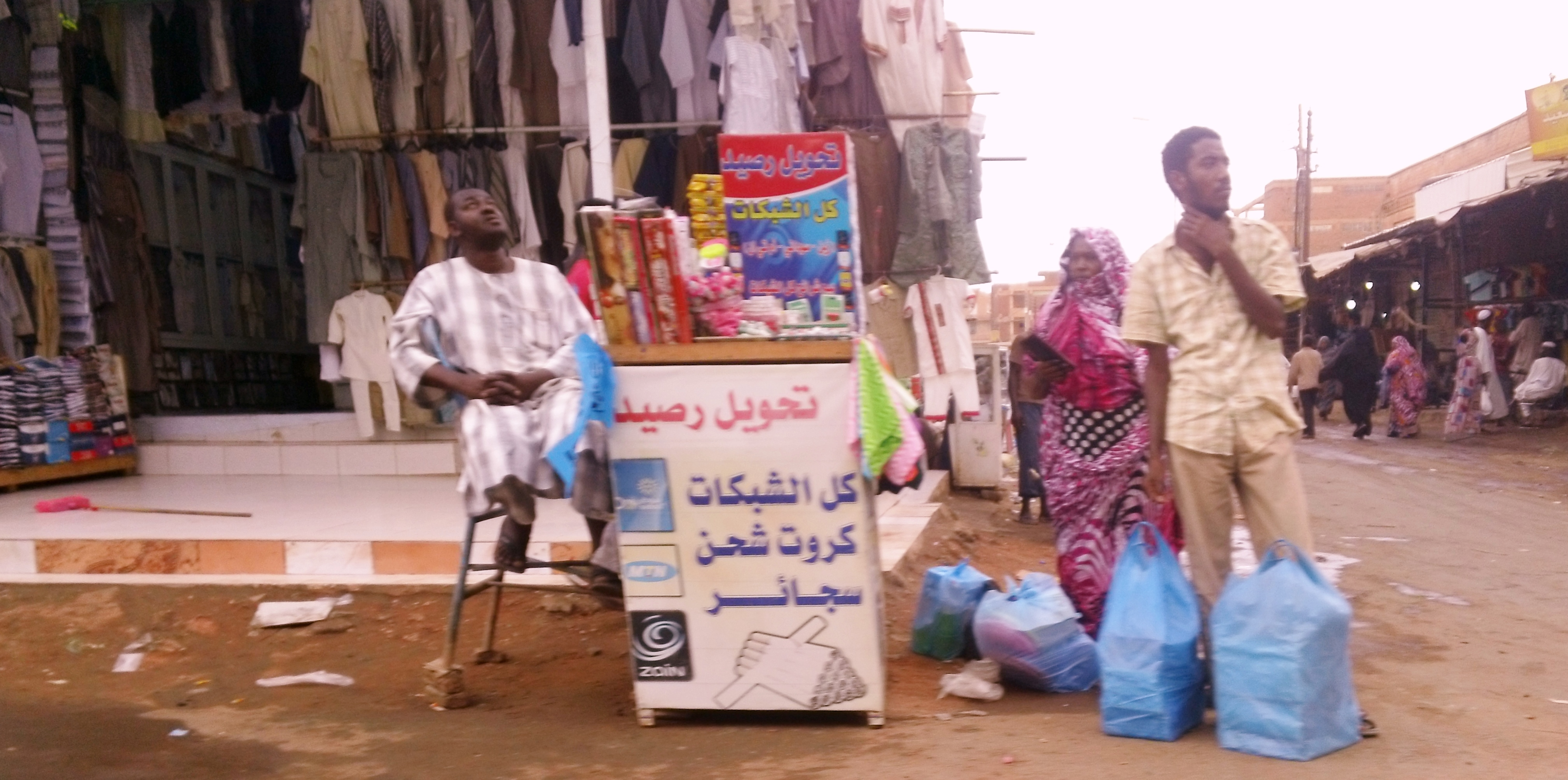